# Evax pygmaea subsp. ramosissima
Evax pygmaea subsp. ramosissima é uma subespécie de planta com flor pertencente à família Asteraceae. 
A autoridade científica da subespécie é (Mariz) R.Fern. & I.Nogueira, tendo sido publicada em Bol. Soc. Brot. sér. 2, 52: 67. 1978.

## Portugal
Trata-se de uma subespécie presente no território português, nomeadamente em Portugal Continental.
Em termos de naturalidade é nativa da região atrás indicada.

## Protecção
Não se encontra protegida por legislação portuguesa ou da Comunidade Europeia.